# Zeinab Mamedyarova
Zeinab ou Zeynab Mamedyarova, est une joueuse d'échecs azerbaïdjanaise  née le 3 octobre 1983 à Sumqayıt.
Championne d'Azerbaïdjan en 2001, 2008 et 2015, elle a obtenu le titre de grand maître international féminin en 2003.
Au 1er janvier 2021, elle est la septième joueuse azerbaïdjanaise avec un classement Elo de 2 274 points.

## Biographie et carrière
Zeinab Mamedyarova est née dans une famille de champions d'échecs : son frère Shakhriyar Mamedyarov (né en 1985) est un des dix meilleurs joueurs mondiaux et sa sœur Turkan Mamedyarova (née en 1989) a été championne d'Azerbaïdjan.
Dans les compétitions internationales de jeunes, Zeinab Mamedyarova a remporté le championnat du monde des moins de 18 ans en 2000, le championnat d'Europe junior féminin en 2002 et la médaille de bronze au championnat du monde junior en 2003.
Elle remporta le championnat féminin d'Azerbaïdjan en 2001, 2008 et 2015.
Zeinab Mamedyarova a représenté l'Azerbaïdjan lors de dix olympiades féminines de 1998 à 2018,, de huit championnats d'Europe par équipes de 2001 à 2017 et du championnat du monde d'échecs par équipes féminine de 2017.
Lors des olympiades, elle remporta deux médailles d'argent individuelles (en 2002 au troisième échiquier et en 2010 au premier échiquier) et une médaille de bronze individuelle (comme échiquier de réserve en 2000).